# Hauterive (Neuchâtel)
Hauterive (hist. Altenryf) – miejscowość i gmina w zachodniej Szwajcarii, w kantonie Neuchâtel. Leży nad jeziorem Lac de Neuchâtel.

## Demografia
W Hauterive mieszka 2 629 osób. W 2021 roku 25,9% populacji gminy stanowiły osoby urodzone poza Szwajcarią. 

## Transport
Przez teren gminy przebiegają autostrada A5 oraz drogi główne nr 5, nr 10 i nr 172.